# Ray Mancini
Ray Mancini, właśc. Raymond Michael Mancino (ur. 4 marca 1961 w Youngstown) – amerykański bokser, znany również pod pseudonimem „Boom Boom”, co odzwierciedlało jego agresywny i dynamiczny styl walki. Mistrz świata WBA w wadze lekkiej (1982-1984). W 1982 roku stoczył zakończoną tragicznie walkę z Kim Duk Koo, która spowodowała wprowadzenie szeregu zmian w zawodowym boksie, mających na celu poprawę bezpieczeństwa pięściarzy. Po zakończeniu sportowej kariery zajął się aktorstwem i produkcją filmów.

## Kariera bokserska
Ringowy pseudonim odziedziczył po ojcu, Lennym Mancinim, na początku lat 40. XX wieku czołowym pięściarzu wagi lekkiej, którego rozwój kariery został zatrzymany przez pobór do wojska i rany odniesione podczas II wojny światowej. Zawodową karierę rozpoczął w wieku 18 lat w 1979 roku. W ciągu niespełna 2 lat stoczył 18 zwycięskich walk z rzędu, z czego 14 zakończonych przed czasem. W swojej 19. walce znokautował doświadczonego zawodowego mistrza Meksyku, Jose Luisa Ramireza (ówczesny bilans 71-3-0), co dało mu prawo walki o pas mistrza świata WBC w wadze lekkiej, będący w posiadaniu wybitnego nikaraguańskiego pięściarza Alexisa Argüello (72-5-0). Argüello, wcześniej będący również mistrzem świata w wadze piórkowej i superpiórkowej, zadał Manciniemu pierwszą porażkę w zawodowej karierze, pokonując go 3 października 1981 roku w Atlantic City przez techniczny nokaut (TKO) w 14. rundzie.

### Mistrzostwo świata
Pomimo przegranej z Arguello o pas World Boxing Council (WBC), Ray Mancini otrzymał szansę walki o tytuł konkurencyjnej organizacji WBA. 8 maja 1982 roku w Las Vegas pokonał dotychczasowego jej mistrza, Arturo Friasa (24-1-0) przez TKO w końcowych sekundach pierwszej rundy. Dwa miesiące później obronił pas, deklasując byłego mistrza świata, Wenezuelczyka Ernesto Espanię (35-4-0).

### Walka z Kimem Duk-koo
13 listopada 1982 roku w Las Vegas stoczył drugą obronę tytułu, przeciwko Kimowi Duk-koo (17-1-1). Mimo że eksperci typowali łatwe zwycięstwo Manciniego nad stosunkowo niedoświadczonym i mało znanym rywalem, pierwsze 10 rund było niespodziewanie zaciętych i wyrównanych. Począwszy od 11. rundy pretendent zaczął jednak szybko słabnąć, oddając inicjatywę mistrzowi. W 13. rundzie Koreańczyk przyjął bez żadnej odpowiedzi 39 ciosów, większość skierowanych w głowę. W końcu w 19. sekundzie przedostatniej, 14. rundy został on znokautowany. Wkrótce po walce stracił przytomność i zapadł w śpiączkę. Mimo natychmiastowej operacji i usunięcia zakrzepu z prawej półkuli mózgu, Kim zmarł 4 dni później.
Tragedia ta spowodowała, że najpierw WBC, a potem pozostałe organizacje zawodowego boksu skróciły walki o mistrzostwo świata z 15 do 12 rund. Ponadto wprowadzono szereg innych rozwiązań mających na celu poprawę bezpieczeństwa zawodników, np. obligatoryjne specjalistyczne badania lekarskie, którym każdy bokser musi się poddać przed, jak i po każdej walce.

### Zmierzch kariery
Śmierć Kima odcisnęła piętno na Mancinim, który zmagał się później z depresją. Choć obronił tytuł jeszcze dwukrotnie – przeciwko Orlando Romero (30-0-1) w 1983 oraz Bobby'emu Chaconowi (52-6-1) w 1984 roku – zdaniem komentatorów nigdy nie walczył już z dawną agresją i dynamiką. W końcu 1 czerwca 1984 roku w Buffalo stracił mistrzostwo, gdy niespodziewanie pokonał go przez TKO po zaciętej walce Livingstone Bramble (20-1-1). W lutym następnego roku doszło do rewanżu, który wygrał również Bramble, tym razem minimalnie na punkty (144:143, 143:142, 143:142).
Porażki z Bramblem spowodowały, że zawiesił karierę boksera na ponad 4 lata. Zamieszkał w Beverly Hills, gdzie zaangażował się w produkcję filmów i aktorstwo. 6 marca 1989 roku powrócił na ring, aby stoczyć walkę z Portorykańczykiem Héctorem Camacho (33-0-0) o mistrzostwo świata WBO w wadze junior półśredniej. Przegrał przez niejednogłośną decyzję sędziów. Sportową karierę zakończył definitywnie po porażce przed czasem z byłym mistrzem świata IBF w wadze lekkiej, Gregiem Haugenem (29-4-0) w 1992 roku.
W 2015 Mancini został wybrany do Międzynarodowej Bokserskiej Galerii Sławy.